# Rand sudafricano
El rand (su código ISO 4217 es «ZAR») es la moneda de curso legal de Sudáfrica. Toma su nombre de Witwatersrand ('sierra de aguas blancas' en afrikáans), una elevación sobre la que la ciudad de Johannesburgo está asentada, y donde se hallaron los mayores yacimientos de oro en Sudáfrica.
El rand también circulaba en los países vecinos de Namibia, Suazilandia y Lesoto, integrantes del Área Monetaria Común. También, informalmente, en Zimbabue junto a otras muchas divisas debido a la hiperdevaluación y retiro de circulación al que se ha sometido su moneda nacional.

## Historia
El rand se introdujo en 1961 con la fundación de la República de Sudáfrica. Sustituyó a la libra sudafricana con una tasa de cambio de dos rands por libra o diez chelines.

### Breve historia del tipo de cambio

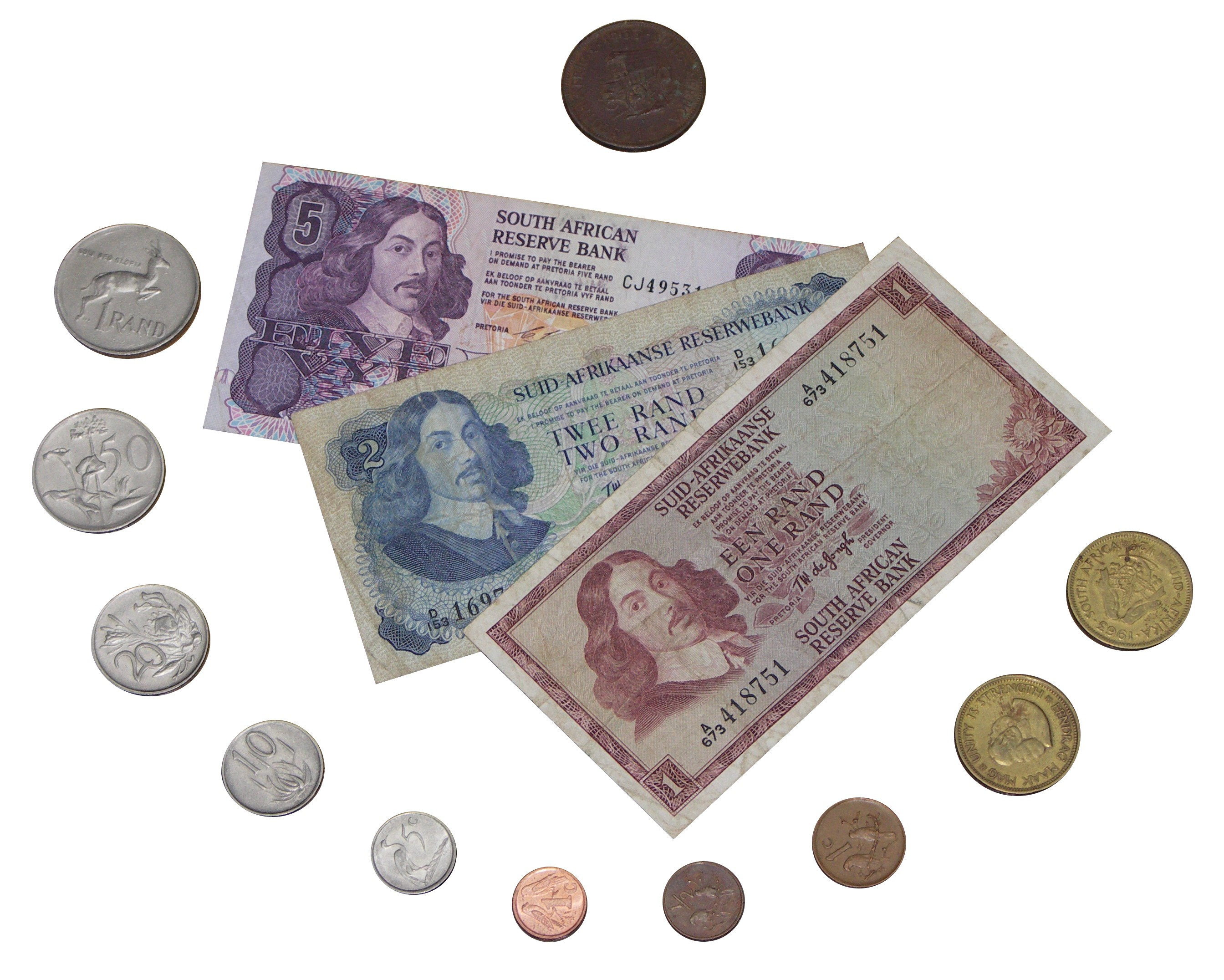
Antiguas monedas y billetes de rand.

Desde el momento de la introducción del rand en 1961, y hasta 1982, la moneda sudafricana tenía un valor superior al del dólar, sin embargo su valor empezó a disminuir debido a la presión internacional junto con sanciones contra el país provocadas por la política sudafricana del apartheid. La primera vez que el rand rompió su paridad con el dólar fue en marzo de 1982, que continuó cambiándose entre 1 y 1.30 rands por dólar hasta junio, momento en el que la devaluación ganó ímpetu. En febrero de 1985 el rand se cotizaba a dos rands por dólar y en julio del mismo año el cambio de divisas extranjeras se prohibió durante tres días para impedir una mayor devaluación.
Cuando el presidente P. W. Botha dio su discurso el 15 de agosto de 1985, el cambio se había reducido a 2.40 rands por dólar. La moneda se recuperó algo entre 1986-88, cotizando cerca del nivel de los R2 la mayor parte del tiempo y hasta sobrepasando dicho nivel esporádicamente. La recuperación fue sin embargo efímera y hacia finales de 1989 el rand cotizaba en niveles de más de 2.50 rands por dólar.
A principios de los años 90 el sentimiento de que la mayoría de población negra tendría cierta participación en la vida política y se anunciarían reformas en este aspecto, la incertidumbre sobre el futuro del país apresuró la devaluación hasta que el nivel de R3 por dólar fue traspasado en noviembre de 1992. Un sinfín de acontecimientos locales e internacionales influyeron después sobre el tipo de cambio, como las elecciones democráticas de 1994 que lo vieron debilitarse a 3.60 rands por dólar, la elección de Tito Mboweni como el nuevo gobernador del Banco de la Reserva Sudafricana y la asunción del Presidente Thabo Mbeki en 1999 que lo vio deslizarse devaluarse sobre 6 rands por dólar. El polémico programa de reformas agrarias que se inició en Zimbabue, seguido de los ataques del 11 de septiembre de 2001, propulsaron al rand a su nivel histórico más débil de 13.84 rands por dólar en diciembre de 2001.
Esta devaluación repentina en 2001 llevó a una investigación formal, que por su parte condujo a una espectacular recuperación. Hacia finales de 2002, la moneda cotizaba por debajo de los R9 por dólar otra vez, y a finales de 2004 se cotizaba por debajo de los R5,70. La moneda se devaluó un tanto en 2005, y cotizaba alrededor de 6.35 rands por dólar a finales de año. Sin embargo a principios de 2006, la moneda reanudó su recuperación, y desde el 19 de enero de 2006 cotizaba por debajo de seis rands por dólar otra vez y en 2012 a nueve rands por dólar.